# 張継

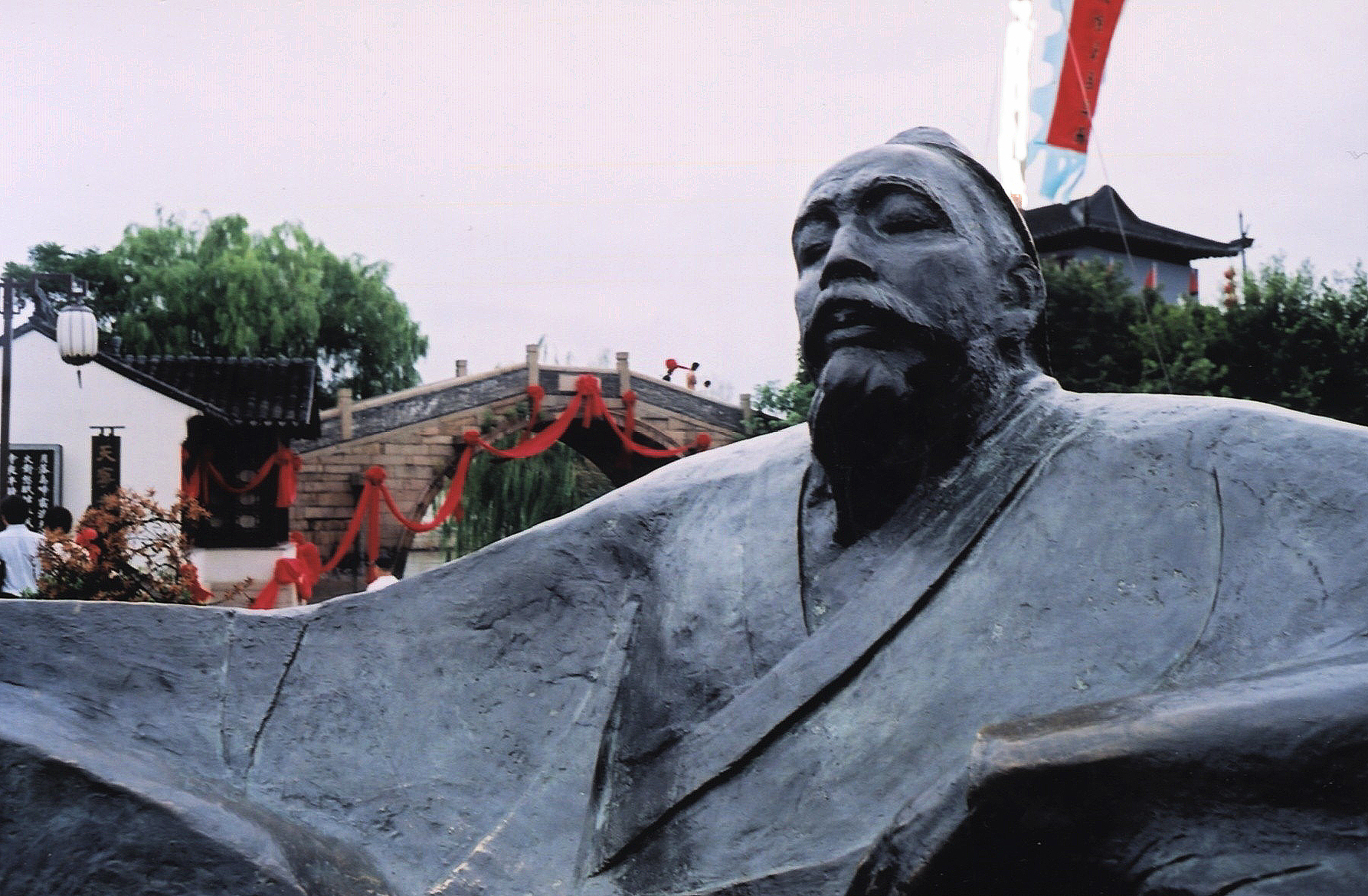
楓橋畔に建てられた張継の像

張 継（ちょう けい、生没年不詳）は、中国・唐の詩人・官僚・政治家。没年は779年の説あり。字は懿孫（いそん）。官にちなみ張祠部とも。襄州襄陽県の出身。

## 人物
753年（天宝12年）に進士に合格、安史の乱にさいして江南に逃れ、越州（浙江省紹興市）・杭州（浙江省杭州市）・潤州（江蘇省鎮江市）・蘇州（江蘇省蘇州市）などを歴遊する。初めは節度使の幕僚となり、のちに塩鉄判官となった。766年（大暦元年）ころ朝廷に入り、侍御史、検校祠部郎中に任じられた。770年、洪州（江西省南昌市）の地方官として転出、同地で没した。博識で議論好きな性格で、政治に明るく、公正な政治家だという評判があった。道士のような風貌であったという。
同じ中唐の詩人皇甫冉とは幼なじみで、劉長卿とも親交を持った。

## 作品

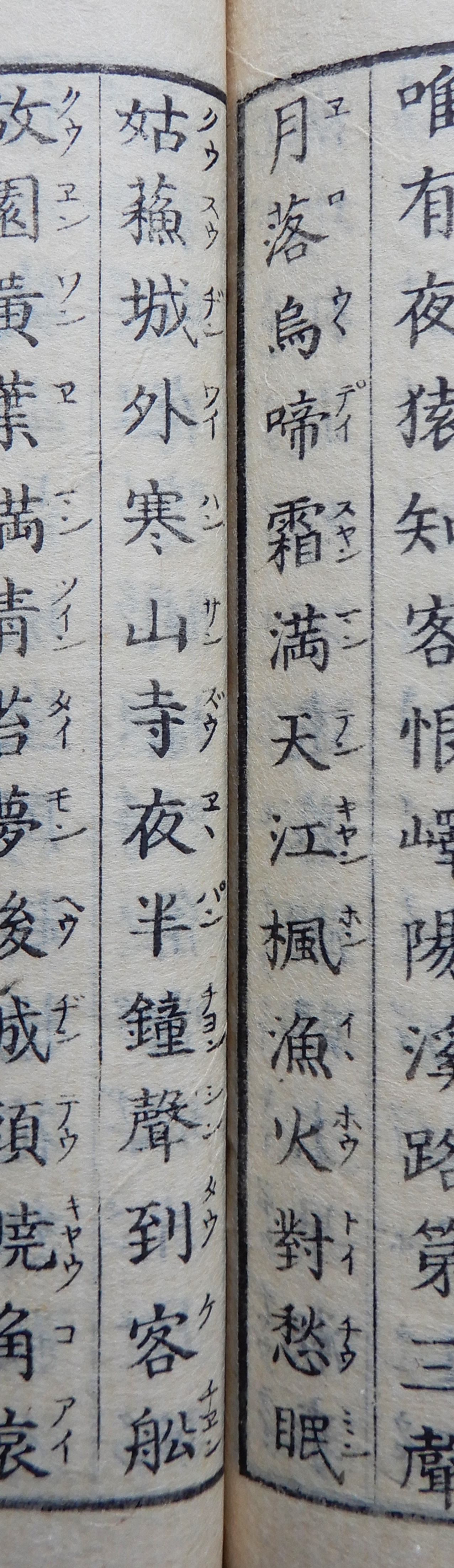
江戸時代の本『唐詩選唐音』(1777年刊)より。唐音による発音をカナで表記してある

煬帝の拓いた大運河を旅する途中、蘇州郊外での旅愁をうたった「楓橋夜泊」は優れた漢詩として知られる。
月落烏啼霜満天、

月（つき）落（お）ち烏（からす）啼（な）いて霜（しも）天（てん）に満（み）つ

江楓漁火対愁眠。

江楓（こうふう）漁火（ぎょか）愁眠（しゅうみん）に対（たい）す

姑蘇城外寒山寺、

姑蘇（こそ）城外（じょうがい）の寒山寺（かんざんじ）

夜半鐘聲到客船。

夜半（やはん）の鐘声（しょうせい）客船（かくせん）に到（いた）る
詩集に『張祠部詩集』1巻があり、47首の詩が収載されている。

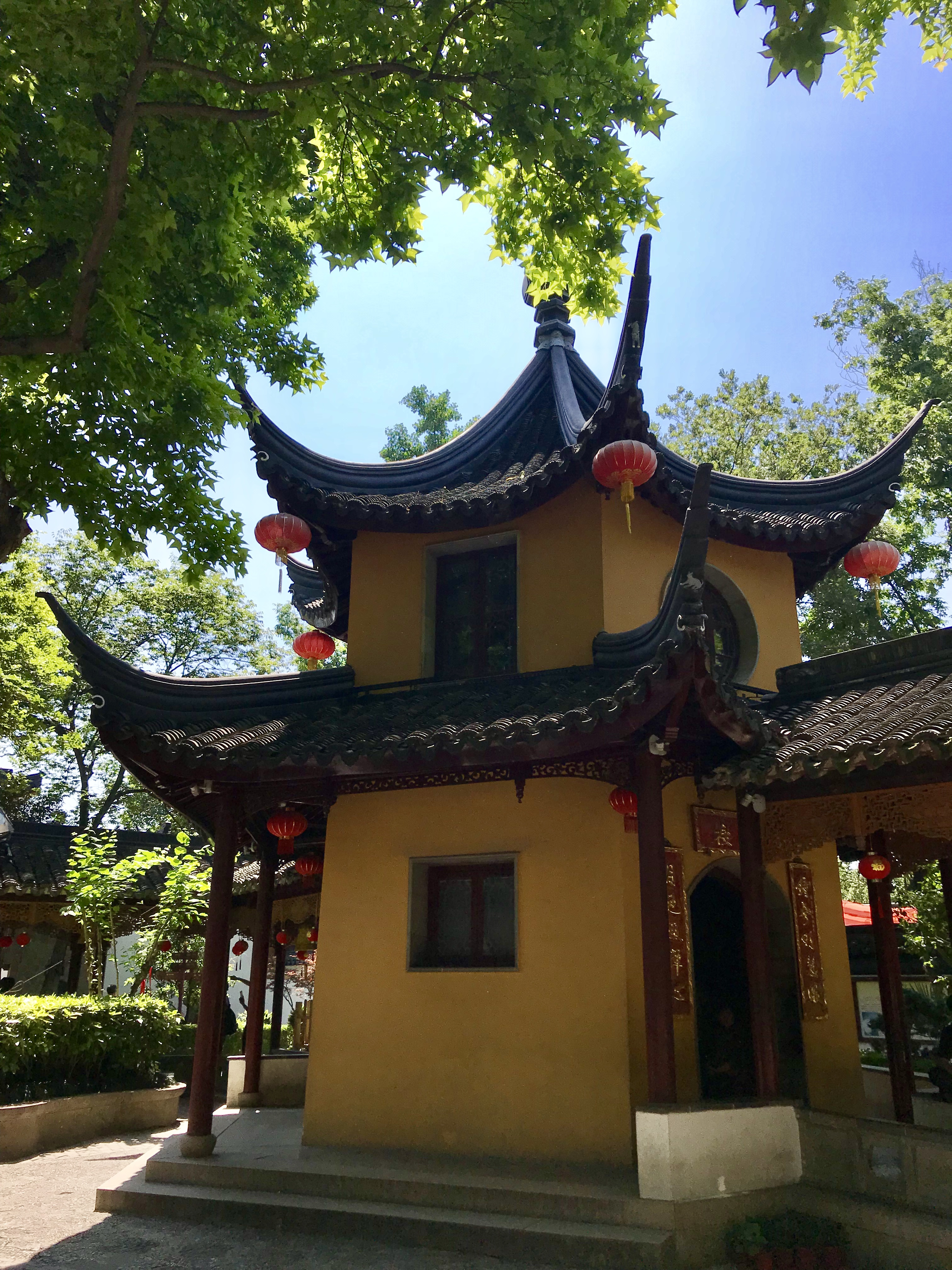
寒山寺の鐘楼